# Gunung Simpang Ampat
Gunung Simpang Ampat är ett berg i Indonesien.   Det ligger i provinsen Aceh, i den västra delen av landet, 1 600 km nordväst om huvudstaden Jakarta. Toppen på Gunung Simpang Ampat är 872 meter över havet, eller 65 meter över den omgivande terrängen. Bredden vid basen är 0,75 km.
Terrängen runt Gunung Simpang Ampat är kuperad åt nordost, men åt sydväst är den bergig.Runt Gunung Simpang Ampat är det ganska tätbefolkat, med 78 invånare per kvadratkilometer. I omgivningarna runt Gunung Simpang Ampat växer i huvudsak städsegrön lövskog.